# Warszawa Dąbrówka Wąskotorowa
Warszawa Dąbrówka Wąskotorowa (w latach 1918–1939 Dąbrówka, od 1939 do 1945 Dabrowka, w latach 1945–1949 znów Dąbrówka, od 1949 do 1959 Dąbrówka Wąskotorowa, następnie (1959–1960) Warszawa Dąbrówka, w ostatnich dwóch latach pod obowiązującą nazwą) – dawna stacja kolejowa i przystanek osobowy w Warszawie. Została otwarta w 1898 roku. Funkcjonowała w Piaseczyńskiej Kolei Wąskotorowej na trasie Warszawa Mokotów – Nowe Miasto nad Pilicą.